# Lawrenceville (Pensilvania)
Lawrenceville es un borough ubicado en el condado de Tioga en el estado estadounidense de Pensilvania. En el año 2000 tenía una población de 627 habitantes y una densidad poblacional de 196.6 personas por km².

## Geografía
Lawrenceville se encuentra ubicado en las coordenadas 41°59′45″N 77°07′45″O / 41.99583, -77.12917.

## Demografía
Según la Oficina del Censo en 2000 los ingresos medios por hogar en la localidad eran de $29,896 y los ingresos medios por familia eran $36,250. Los hombres tenían unos ingresos medios de $32,171 frente a los $25,833 para las mujeres. La renta per cápita para la localidad era de $16,127. Alrededor del 15.7% de la población estaba por debajo del umbral de pobreza.